# POS-Terminal

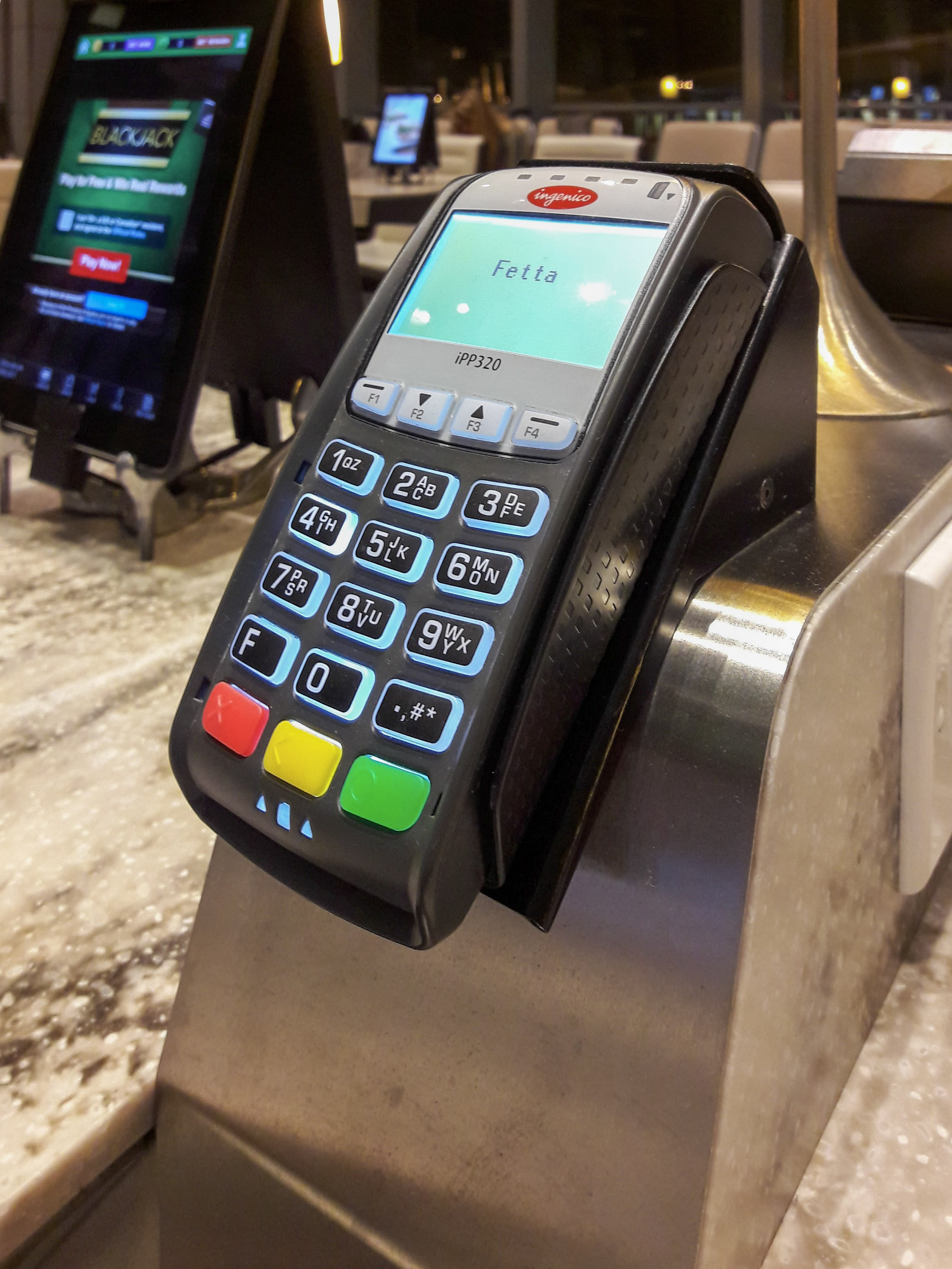
Kartenterminal des Herstellers Ingenico

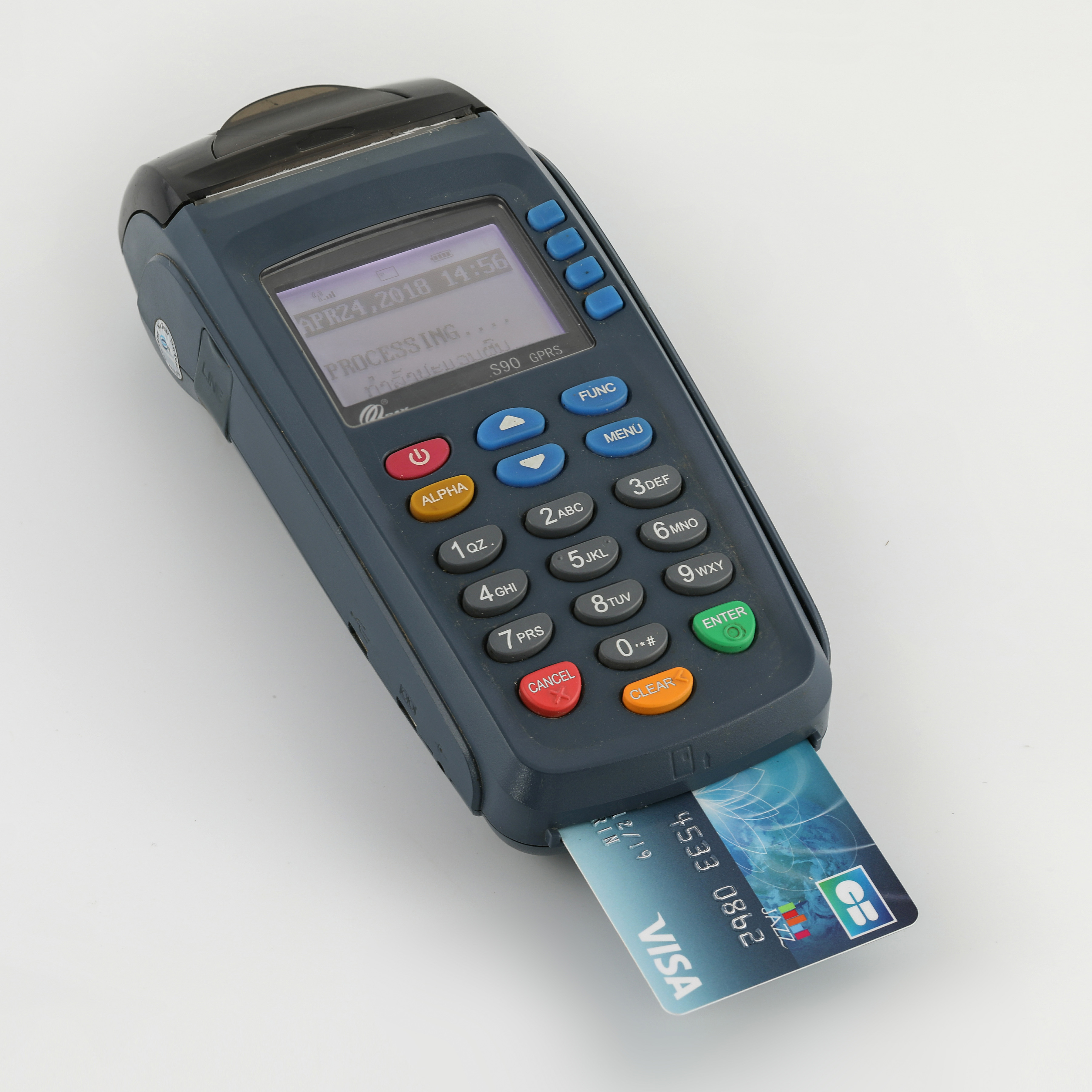
Kartenterminal des Herstellers Pax Technology

Ein POS-Terminal (engl. "Point of Sale", in der Schweiz EFT/POS-Terminal), zu Deutsch: bargeldlose Verkaufsstelle, ist ein Online-Terminal zum bargeldlosen Bezahlen an einem Verkaufsort. Es kontrolliert eine Debitkarte oder eine Kreditkarte auf Kartensperrung und meldet dem Point of Sale das Prüfungsergebnis. Ein mobiles Gerät wird als "mobile Point of Sale" (mPOS) bezeichnet.

## Geschichte
Als sich in den 1970er-Jahren der Siegeszug der Geldautomaten abzeichnete, kam bei den Banken die Idee auf, drei Vorgänge des Bargeld-Handlings durch eine einzige, bargeldlose POS-Transaktion zu ersetzen: den Bargeldbezug, das Barzahlen und die Bargeldablieferung der Verkaufsstellen. Der Geldtransfer vom Konto des Käufers auf das Konto des Verkaufsbetriebes sollte dabei automatisiert ablaufen. Demgemäß wird eine POS-Zahlung definiert als eine Zahlung, bei welcher der Zahlungsempfänger über ein POS-Terminal verfügt, der Zahlungserbringer eine entsprechende Karte als Zahlungsmedium einsetzt, die Echtheit des Karteninhabers (cardholder verification) ohne unverhältnismäßig großen Aufwand und mit verhältnismäßig hoher Sicherheit erkannt wird (Authentifizierung) und die Belastung beim Karteninhaber und die Gutschrift beim Handels- und Dienstleistungsunternehmen automatisiert erfolgt.

## Hersteller und Entwickler
Die in Deutschland aktiven Hersteller von POS-Terminalen sind teilweise organisiert im Verband der Terminal-Hersteller in Deutschland e. V.

## Erste Versuche mit POS-Terminalen
Die gedanklichen Grundlagen für POS-Systeme schuf 1968 der damalige Vorsitzende des Amerikanischen Bankenverbandes, Dale L. Reistad, mit einer Vision einer bargeldlosen Gesellschaft. Über die ersten tatsächlich realisierten POS-Zahlungssysteme ist nicht viel bekannt, wahrscheinlich weil es sich lediglich um lokale Projekte handelte, die wenig erfolgreich verlaufen sind. Aufgrund der spärlichen Literatur lässt sich sagen, dass die ersten POS-Zahlungssysteme nach Vorbereitungen und Testphasen im Jahr 1971 in den Pilotbetrieb und 1972 in den USA in den regulären Betrieb übergingen. Es waren Zahlungssysteme mit elektronischen POS-Terminalen bei Handels- und Dienstleistungsbetrieben, die von der City National Bank & Trust Company of Columbus (Ohio) in einem dortigen Außenbezirk und von der Savings Bank of Hampstead in Syosset (Long Island, New York) erprobt wurden.
Bei der Realisierung der ersten POS-Systeme in den USA versuchten die Banken, sich möglichst nahe an die Abwicklung der damals noch jungen Geldautomaten zu halten, was zur Folge hatte, dass die ersten POS-Terminale mit Debitkarten und mit PIN-Code zu bedienen waren. Die beiden ersten POS-Systeme waren technisch erfolgreich, kommerziell jedoch ein Misserfolg, da sie sich in beiden Fällen beschränkten hinsichtlich Raum (nur ein Bezirk bzw. ein Ort wurde abgedeckt) und Kunden (jeweils nur die Geschäftskunden und die Privatkunden einer Bank konnten davon Gebrauch machen). Ähnlich erging es späteren, gleichartigen Projekten, weshalb komplexere Lösungen auf der Grundlage einer Kooperation konkurrierender Banken in Betracht gezogen wurden.
Nachdem lokale und auf eine einzige Bank bezogene POS-Systeme an der mangelnden Frequenz gescheitert waren, bildeten sich regionale, bankenneutrale und damit interoperable POS-Systeme. Etabliert wurden sie von den regionalen Geldautomaten-Betreibern, die damals im Besitz der regionalen Banken waren, entwickelten sich dann aber infolge der allmählich ändernden Zahlungsgewohnheiten zu dominanten POS-Netzwerken.
In Deutschland wagten als erste Institute die Sparkassen 1984 Versuche mit POS-Systemen in Berlin und München, die aber daran scheiterten, dass der Handel sich nicht an den Kosten beteiligen wollte. Die Verhandlungen zogen die Systemeinführung in die Länge, sodass erst 1990 mit Electronic Cash POS-Systemen in Deutschland der Durchbruch gelang.
In der Schweiz hat die Migros-Genossenschaft Bern zusammen mit der Migros Bank ein Test mit POS-Terminalen im Jahr 1987 im Shoppyland Schönbühl gestartet.

## Weitere Entwicklung der POS-Terminale
Das Verständnis, was ein POS-Zahlungssystem beziehungsweise ein POS-Terminal ist, hat sich mit der fortschreitenden Entwicklung der Karten- und Terminaltechnik verändert.
Die heutigen POS-Terminale, die sowohl Karten mit Code (meist Debitkarten) als auch Karten mit Unterschrift (meist Kreditkarten) sowie das Zahlen mittels Elektronischer Geldbörse unterstützen, gehen wie erwähnt auf die Debitkartenwelt zurück, in der das POS-Terminal ein Transaktionsterminal ist.
Die Zahlungsprozedur war gleich wie heute:
- Der geschuldete Betrag wird ins POS-Terminal eingegeben oder von der Handelskasse – im Falle einer Anbindung der Handelskasse an das POS-Terminal – ans POS-Terminal übertragen.
- Die Zahlungskarte wird in den Leser des POS-Terminals gesteckt oder durch einen Leseschlitz des POS-Terminals gezogen.
- In der Folge werden Plausibilität und Gültigkeit der Karte (zugelassen ja/nein, abgelaufen ja/nein) überprüft. Der Vorgang wird nur fortgesetzt, wenn die Karte plausibel, zugelassen und noch nicht abgelaufen ist.
- Die PIN wird eingegeben über eine Spezialtastatur, das Encrypting PIN Pad, das sie sofort verschlüsselt.
- Das Rechenzentrum der für den Karteninhaber abrechnenden Bank nimmt danach die Autorisierung des Betrages vor. Im Rahmen der Autorisierungsanfrage erfolgt auch eine Sperrabfrage und die Feststellung der Karteninhaberechtheit (cardholder verification) mittels Prüfung der PIN.
- Verläuft alles positiv, erscheint der Zahlungsabschluss auf dem Bildschirm des POS-Terminals.

Clearing und Settlement erfolgen parallel mit der Autorisierung (single messaging) oder nach dem Tagesabschluss im Nachhinein (dual messaging).
Diese erste Generation der POS-Terminale aus der Debitkartenwelt bekam bald einen Zwilling. Denn die damals aktuellen Kreditkarten-Autorisierungstelefone wurden zu Kreditkarten-Transaktionsterminalen weiterentwickelt. Die Abwicklung entsprach – mit Ausnahme der Feststellung der Karteninhaberechtheit – den damals auf dem Markt befindlichen POS-Terminalen aus der Debitkartenwelt. Der Nachweis, dass der Kartenvorleger auch der echte Karteninhaber ist, wird/wurde bei dieser Art von POS-Terminal erbracht, indem die Unterschrift auf der Karte mit jener verglichen wird, die auf einem ausgedruckten Beleg geleistet wird.
Als Reaktion darauf wurden die aus der Debitkartenwelt kommenden POS-Terminale um eine Kreditkartentransaktion erweitert und somit zu Universal-POS-Terminalen weiter entwickelt, die in der Lage waren, sowohl PIN-basierende als auch Unterschrifts-basierende Transaktionen abzuwickeln. Damit war die zweite Generation der POS-Terminale auf dem Markt.
Mit dem Aufkommen von Chipkarten seit Mitte der 1990er Jahre sind POS-Terminale der dritten Generation auch in der Lage, die Kartenechtheit (card authentication) verlässlicher zu prüfen. Dank eines Chipkartenlesers können solche Universalterminale nicht nur Transaktionen mit PIN (in der Regel Debitkartentransaktionen auf pay now-Basis) und Transaktionen mit Unterschrift (in der Regel Kreditkartentransaktionen auf pay later-Basis) abwickeln, sondern auch solche aus einer auf einem Chip befindlichen Elektronischen Geldbörse (auf pay before-Basis).
Diese POS-Terminale der dritten Generation arbeiten weiterhin mit dem Magnetstreifen, zusätzlich aber auch mit dem Chip (Hybridterminale). Heute sind viele Bargeldbezugskarten – wie die Maestro-Karte (die einstige eurocheque-Karte) – mit einem Chip versehen. In Hinblick auf die EMV-Spezifikation, die Zahlungskarten wie Europay-, Mastercard- und Visa-Produkte sowie für die dafür vorgesehenen Terminale umfasst, kann davon ausgegangen werden, dass in 5 Jahren nahezu alle Bargeldbezugskarten zusätzlich zum Magnetstreifen mit einem Chip ausgestattet sein werden (Hybridkarten).
Waren die ersten Hybridterminale mit zwei separaten Lesern – einer für den Chip und einer für den Magnetstreifen – ausgestattet, so setzen sich aus Gründen der Praktikabilität immer mehr die Hybridleser durch. Sie haben einen Schlitz, in den die Karte eingeführt wird. Danach wird die Karte gemäß dem programmierten Ablauf gelesen.
Mit zunehmendem Erfolg der POS-Terminale der dritten Generation bemängelten gewisse Branchen (zum Beispiel Restaurants, fahrende Händler, Marktstände) die Ortsgebundenheit des POS-Systems, die eine Folge seiner Leitungsanbindung ist (Online-Transaktion). Um diesem Mangel abzuhelfen, wurden ergänzend mobile POS-Terminale auf GSM-Basis entwickelt, die mehr und mehr zum Einsatz kommen.
Die automatische Währungsumrechnung (Dynamic Currency Conversion, DCC) ist eine Erweiterung für ein POS-Terminal, mit dem die ausländischen Käufer den zu zahlenden Betrag während des Zahlvorganges von einem Drittanbieter in ihre Heimatwährung umgerechnet erhalten. Dieser Service führt nicht selten dazu, dass deutlich schlechtere Umrechnungskurse als die der ausstellenden Bank benutzt werden und effektiv die Kosten für den Kunden steigen.

## Integration in Kassenlösungen

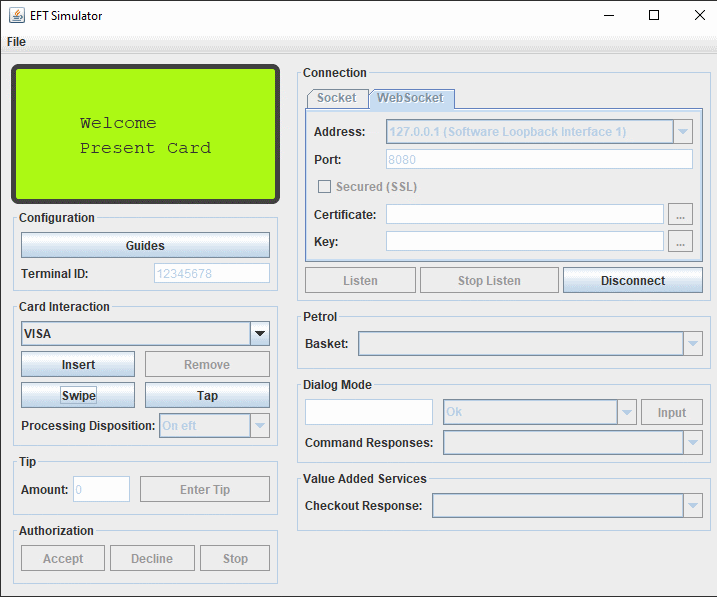
Simulatoren helfen beim Programmieren von Schnittstellen zwischen Kassensoftware und Terminal. Eine Integration der Systeme gilt aber weiterhin als schwierig. Im Bild ein Simulator von Six Financial / Worldline (Schweiz)

Mit zunehmender Akzeptanz der Karte zum Bezahlen an der Kasse werden POS-Terminal-Funktionen in die Kasse integriert. So können Fehlerfassungen vermieden und die Geschwindigkeit des Kartenbezahlvorganges an der Kasse erhöht werden. Bei der Integration werden die sicherheitsrelevanten Funktionen über ein zertifiziertes separates PIN-Pad mit Kartenleser abgedeckt, das als Peripheriegerät an die Kasse angeschlossen wird. Die bereits vorhandenen Ressourcen der Kasse – z. B. der Kassendrucker für das Drucken der Zahlungsbelege, die Anzeigeelemente für die Bediener- und Kundenführung oder die Netzwerkfunktionalität der Kasse für die Übertragung der zahlungsrelevanten Daten an das Bankensystem – können vom Kartenbezahlsystem mit genutzt werden.
In der Vergangenheit war die Software-Integration in Kassenlösungen aufgrund international fehlender Protokollstandards schwierig. Mittlerweile auf dem Markt vorhandene De-facto-Standards wie die POS-EPS-Schnittstelle der IFSF oder die O.P.I.-Schnittstelle (O.P.I.: Open Payment Initiative) von Wincor Nixdorf erleichtern die Integration wesentlich. Im Zuge des EPAS-Projektes (EPAS: Electronic Protocols Application Software) werden darüber hinaus auf europäischer Ebene Protokollstandards geschaffen, die künftig die Vielfalt unterschiedlicher Schnittstellen reduzieren werden. In der Schweiz setzt sich immer mehr die Lösung von Six Financial / Worldline durch. Das SDK mit der Bezeichnung TIM kann in mehreren Programmiersprachen genutzt werden. Unterstützt werden Microsoft .NET, Java, JavaScript (mit node.js), Objective-C für Apple und WASM für browserbasierte Lösungen. In Deutschland ist die Schnittstelle ZVT 700 des Verbandes der Terminalhersteller in Deutschland weit verbreitet. Dabei handelt es sich nur um eine Beschreibung einer Schnittstelle, welche von vielen in Deutschland verbreiteten Terminalen unterstützt wird. Dabei handelt es sich um eine Socket basierte Lösung auf asynchroner TCP/IP Basis. Aber auch eine Beschreibung einer seriellen Verbindung wird bereitgestellt. Eine fertige Lösung in Form von Bibliotheken wird von diesem Verband nicht bereitgestellt. Es ist Aufgabe der Kassenlösungsanbieter eine solche Schnittstelle zu realisieren. Auf GitHub wird eine freie Bibliothek (.NET) für das ZVT Protokoll zur Verfügung gestellt.
In den meisten Fällen muss die Schnittstelle zwischen Kassensoftware und Terminal abgenommen – also einer Prüfung unterzogen – werden, bevor sie produktiv eingesetzt werden kann. In vielen Fällen wird die Abnahme der Lösung durch Vertreter des Zahlungsverkehrsanbieters durchgeführt. Ein Produktivbetrieb ist ohne Prüfung meistens nicht möglich.

## Weltweite Verbreitung und ungebrochenes Wachstum der POS-Terminale
Aufbauend auf den amerikanischen Erfahrungen war es das erklärte Ziel, in vielen europäischen Staaten (zum Beispiel in Österreich, in Deutschland (Electronic Cash), in Belgien (Bancontact), in den Niederlanden (PIN)), nationale Debitkarten-POS-Systeme zu schaffen. Alle wurden ein Erfolg.
Ausgehend von diesen nationalen europäischen POS-Systemen und regionalen POS-Systemen auf den anderen Kontinenten kam es in den 1980er Jahren zu einer Vernetzung dieser POS-Systeme mit gegenseitiger Kartenakzeptanz, was zur Bildung des globalen Debitkartensystems Maestro führte.
Parallel dazu bauten die vertragsunternehmensabrechnenden Banken nach der Normierung der Kreditkartenakzeptanz an POS-Terminalen POS-Systeme auf oder partizipierten an solchen, womit die fünf Kreditkartenorganisationen mit weltweit einsetzbaren Karten einen Verbund an POS-Systemen nutzen konnten.
Heute geht der Trend dahin, dass die aufgestellten Terminale alle üblichen Kartentypen akzeptieren, wobei es unterschiedliche finanzielle Arrangements gibt. Langfristig wird an jedem Verkaufspunkt mindestens ein derartiges Universalterminal vorhanden sein. Der Boom bei den POS-Terminalen setzt sich aller Voraussicht nach auch in den nächsten Jahren fort.
In den 2010er Jahren wurden u. a. iZettle, Sumup, Payleven und Lexware pay gegründet. Sie haben sich auf kontaktloses Bezahlen spezialisiert und digitale Lösungen für Smartphones und Tablets geschaffen. Mit dem Aufkommen von NFC-fähigen Zahlkarten und Mobile Payment wurden Apps entwickelt, welche Zahlungen unabhängig vom Ort verarbeiten können.
2019 haben Worldline und Bitcoin Suisse eine Absichtserklärung unterzeichnet, um gemeinsam die Akzeptanz von Kryptowährungen an POS-Terminalen zu ermöglichen. Das entsprechende Angebot wurde im August 2021 unter dem Namen WL Crypto Payments lanciert.
In der Generali Arena in Wien kann nach der von 2016 bis 2018 durchgeführten Renovation nur noch bargeldlos bezahlt werden.

## Sicherheitsrisiken
Skimming bezeichnete die betrügerische Manipulation innerhalb der POS-Terminale, durch Einbau zusätzlicher Teile oder durch ein zwischengeschaltetes Lesegerät in der Datenleitung. So können Kartendaten und die Geheimnummer (PIN) unauffällig ausgespäht werden. Die Geräte werden dabei in den betreffenden Geschäften oft heimlich ausgetauscht bzw. installiert und später wieder entfernt. Durch Antiskimming-Module nahmen die Betrugsfälle wieder ab.